# Малкольм Ненс
Малкольм Райтсон Ненс (англ. Malcolm Wrightson Nance; нар. 20 вересня 1961, Філадельфія, Пенсильванія, США) — американський письменник та медіа експерт. Колишній старший чиф-петті офіцер ВМС США, який спеціалізувався у військово-морській криптології. Учасник російсько-української війни.

## Ранні роки та освіта
Народився 1961 року у Філадельфії. Вчився у Західно-католицькій старшій школі для хлопців. Вивчав іспанську, французьку, латину, а також російську та китайську по суботах в Південно-філадельфійській старшій школі. 2011 року закінчив коледж Ексельсіор, де здобув кваліфікацію бакалавра.
Ненс почав працювати в цивільній розвідці, досліджуючи історію Радянського Союзу та його шпигунського агентства КДБ. Згодом він працював над аналізом тероризму на Близькому Сході та суверенних країнах, пов'язаних з Російською Федерацією.

## Військова кар'єра
Ненс служив у ВМС США 20 років — з 1981 по 2001 рік, отримавши кілька військових нагород. Як фахівець з військово-морської криптології, брав участь у численних антитерористичних, розвідувальних і бойових операціях. Отримав досвід у сфері розвідки та боротьби з тероризмом.
Був інструктором з виживання у програмі SERE, навчаючи пілотів та екіпаж військово-морського флоту та морської піхоти, як вижити будучи військовополоненим. Там допоміг започаткувати курс навчання з питань тероризму, викрадення та виживання заручників.
Брав участь у бойових операціях, що відбулися після вибуху казарм у Бейруті в 1983 році, був сторонньо залучений до бомбардування Лівії США в 1986 році, служив на есмінці USS Wainwright під час Операції «Прейінг Мантіс» і був на борту під час затоплення іранського ракетного катера Йошан, служив на десантному кораблі USS Tripoli під час війни в Перській затоці та допомагав під час авіаудару по Баня-Луці, Боснія.

### Російсько-українська війна
18 квітня 2022 року Ненс заявив, що з березня 2022 року служить у Іноземному легіоні України. В інтерв’ю Майклу Гарріоту з Ґардіана Ненс порівняв службу афроамериканського військового льотчика Юджина Булларда у Французькому іноземному легіоні зі своєю службою в Україні, сподіваючись надихнути «афроамериканців і молодих американців, які служили в армії», і описав Інтернаціональний легіон як «пантеон захисту демократії в захисті України».

## Післявійськова кар'єра

### Консалтинг з розвідки
2001 року Ненс заснував Special Readiness Services International (SRSI), компанію з підтримки розвідки. Вранці 11 вересня, їдучи до Арлінгтона, він став свідком аварії рейсу 77 Американський авіаліній. Брав участь у першому реагуванні на місці аварії вертолітного майданчика, де допомагав організовувати порятунок і відновлення постраждалих. Згодом працював підрядником із розвідки та безпеки в Іраку, Афганістані, Об'єднаних Арабських Еміратах та Північній Африці.
З 2005 по 2007 рік був запрошеним лектором з тем боротьби з тероризмом у Сіднеї, Австралія, у Центрі поліції, розвідки та боротьби з тероризмом Університету Маккуорі та в Університеті Вікторії Веллінгтона у Веллінгтоні, Нова Зеландія.
Згодом заснував та очолив аналітичний центр «Проект асиметрії терору зі стратегії, тактики та радикальних ідеологій», який аналізує боротьбу з тероризмом. Ненс також є членом консультативної ради директорів Міжнародного музею шпигунства у Вашингтоні, округ Колумбія.
22 березня 2019 року, за кілька годин до оприлюднення контроверсійного листа генерального прокурора Вільяма Барра про звіт Мюллера, який стосувався передвиборчої кампанії Трампа в 2016 році та її зв'язки з Росією, Ненс заявив, що звіт може виявити державну зраду, яка перевищує зраду Бенедикта Арнольда.

### Літературна діяльність
2007 року Ненс написав статтю, критикуючи симуляцію втоплення, для блогу «Small Wars Journal» під назвою «Вотербординг — це тортури... і крапка». Він писав: «Я знаю, що вотербординг — це тортури, тому що я робив це сам». Ненс зазначив, що він був свідком і контролював симуляцію втоплення сотень людей.
Стаття перевидалась у Pentagon Early Bird, де викликала резонанс, ставши першим достовірним описом техніки тортур, яка використовується в SERE. Ця стаття рішуче схилила Пентагон проти використання симуляції втоплення, оскільки його неправильне використання завдало б шкоди репутації Америки в усьому світі. Ненс стверджував, що використання методів тортур колишніми ворогами Америки ганьбить пам'ять військовослужбовців США, які померли в полоні через тортури, і що тортури не дають достовірних даних.
Ненса викликали для свідчень перед Конгресом США щодо використання «розширених методів допиту». Він сказав юридичному комітету Палати представників, що: «Симуляція втоплення — це тортури, крапка... Я вважаю, що ми повинні відмовитися від її використання для в'язнів і полонених і очистити цю пляму з нашої національної честі... вода перемагає ваш блювотний рефлекс, і потім ви відчуваєте, як ваше горло відкрите, і ви дозволяєте пінті за пінтою води мимоволі наповнити ваші легені».
Книги Ненса про боротьбу з тероризмом і розвідку включають: «Кінець Аль-Каїді», «Посібник з розпізнавання терористів», «Терористи Іраку», «Перемога над ІДІЛ», «Змова з метою злому Америки», «Зламати ІДІЛ». 2018 року він опублікував книгу «Змова з метою знищення демократії: як Путін та його шпигуни мінують Америку та демонтують Захід». 2019 рок опублікував книгу «Змова з метою зрадити Америку: як команда Трампа прийняла наших ворогів, скомпроментувала нашу безпеку та як ми це можемо виправити».
Малкольм Ненс припустив, що Росія стежила за Дональдом Трампом ще з 1977 року. Він уточнив: «По-перше, ти починаєш як корисний ідіот, так? Далі — мимовільні активи... людина, яка не знає, що навколо нього проводилася розвідувальна операція. Наступний прогрес — це розумний актив. Я ніколи не сказав наступний крок. Я ніколи не казав, що Дональд Трамп був агентом Росії».